# Фундатура (Валча)
Фундатура (рум. Fundătura) насеље је у Румунији у округу Валча у општини Владешти. Oпштина се налази на надморској висини од 632 m.

## Становништво
Према подацима из 2002. године у насељу је живело 112 становника, од којих су сви румунске националности.